# شوورشتادت
شوورشتادت (به آلمانی: Schwörstadt) یک شهر در آلمان است که در لوراخ واقع شده‌است. شوورشتادت ۲٬۴۵۶ نفر جمعیت دارد.